# Cherie Blair
Cherie Blair, ursprungligen Cherie Booth, född 23 september 1954 i Bury, Greater Manchester, är en brittisk advokat (Queen's Counsel, QC). Hon är gift sedan 1980 med Tony Blair, som var Storbritanniens premiärminister från 1997 till 2007. 

## Biografi
Cherie Blair är dotter till skådespelarna Tony och Gale Booth, som båda var socialister. Hon träffade den blivande premiärministern Tony Blair när de båda genomgick advokatpraktik i slutet av 1970-talet och de gifte sig 1980. Hon har i likhet med hennes make varit politiskt aktiv i Labour, och ställde upp i parlamentsvalet 1983 som kandidat i valkretsen North Thanet i Kent. Hon förlorade dock till den konservativa kandidaten Roger Gale, samtidigt som Tony Blair valdes in i en annan valkrets.
I sin yrkesutövning använder hon vanligen sitt flicknamn som efternamn och kallar sig Cherie Booth, QC. Hon blev QC 1995 och är specialiserad på offentlig rätt och mänskliga rättigheter.
Hon gav 2008 ut självbiografin Speaking for Myself.